# La Biolle
La Biolle là một xã thuộc tỉnh Savoie trong vùng Rhône-Alpes ở đông nam nước Pháp. Xã này nằm ở khu vực có độ cao từ 300-849 mét trên mực nước biển.